# ハリウッド・ブールバード
ハリウッド・ブールバード（英語: Hollywood Boulevard）はカリフォルニア州ロサンゼルスを東西に走る大通り。この通りはハリウッド、イースト・ハリウッド、リトル・アルメニア、タイ・タウン、ロス・フェリスの各地区を通っている。通りの西端はハリウッド・ヒルズのサンセット・プラザ・ドライブで、東端はロス・フェリスのサンセット・ブールバードとなっている。ハリウッド・ブールバードは、ハリウッド・ウォーク・オブ・フェームやオヴェーション・ハリウッド・ショッピング・エンターテイメント複合施設などの観光名所があるセントラル・ハリウッドの観光エリアを通っていることで有名である。

## ルートの詳細
ハリウッド・ブールバードの西端は、はハリウッド・ヒルズのサンセット・プラザ・ドライブにある。そこから住宅地の曲がりくねった通りとしてローレル・キャニオン・ブールバードまで続いている。その後、ハリウッドを通る主要な幹線道路として、人気のある観光地を通り抜ける。この区間の一部は、ハリウッド・ブールバード商業娯楽地区の一部として、米国国家歴史登録財に指定されている。ラ・ブレア・アベニューからガウワー・ストリートまでの15ブロックは、ハリウッド・ウォーク・オブ・フェームの一部となっている。オヴェーション・ハリウッド・ショッピング・エンターテイメント複合施設、つまりドルビー・シアターの本拠地は、ハリウッド・ブールバードとハイランド・アベニューの角にある。そして、ヴァイン・ストリートとの交差点はかつてハリウッドそのものの象徴だった。
ガウワー・ストリートの東で、ハリウッド・ブールバードはハリウッド・フリーウェイ（US 101）を横断してから、イースト・ハリウッドを通っている。ハリウッド・フリーウェイとバーモント・アベニューの間のこの区間は、リトル・アルメニアの北の境界を形成し、ウェスタン・アベニューとサンセット・ブールバードの間の区間は、ロス・フェリスの南の境界の一部を形成している。タイ・タウン、ハリウッド・ブールバードのウェスタン・アベニューとノルマンディ・アベニューの間の6ブロックに集中している。バーモント・アベニューを渡った後、ハリウッド・ブールバードは南東に向かって、サンセット・ブールバードの東端に向かっている。
ハリウッド・ブールバードには、ハリウッド/ハイランド駅、ハリウッド/ヴァイン駅、ハリウッド/ウェスタン駅の3つのメトロ・レイルBライン（レッドライン）の駅がある。

## 歴史

### 1890年代から1910年
今日のハリウッド・ブールバードの一部は、プロスペクト・アベニューと呼ばれるハリウッドから隣接するロサンゼルス市に向かう埃っぽい道路だった。1899年12月、新しい鉄道建設ピーター・ベヴァリッジ、H.J.ホイットリー、グリフィス・J・グリフィスによって指導されたプロジェクトとして開始され、ハリウッドとロサンゼルスを結ぶ鉄道が完成した。
1900年5月、ハリウッドとロサンゼルスを結ぶ鉄道が完成し、別の鉄道も建設中だった。1901年、ハリウッドの町は、ローレル・キャニオンとウェスタンの間を走る中央に電気鉄道が通る新しいマカダム舗装の道路を開通させた。最終的に、道路は一部では20 ft (6.1 m)からほぼ100 ft (30 m)に拡張された。
1903年、ハリウッドは自治体となり、プロスペクト・アベニューは非公式に「ハリウッドの大通り」と呼ばれるようになった。
1910年、ハリウッドの町はロサンゼルスに編入され、プロスペクト・アベニューは正式にハリウッド・ブルバードに改名された。

### 1920年代
1920年代初頭、不動産開発者のチャールズ・E・トバーマン（「ハリウッドの父」）は、繁栄するハリウッドの劇場街を構想していた。トバーマンは、マックス・ファクター・ビルディング、ハリウッド・ルーズベルト・ホテル、ハリウッド・フリーメイソン寺院を建設しながら、36の不動産開発プロジェクトに携わった。彼はシド・グローマンと提携し、エジプシャン、エル・キャピタン（「ザ・キャプテン」）（1926年）、チャイニーズの3つのテーマ劇場をオープンした。

#### 地域のショッピング地区
1920年代には、大通りとそれに隣接する通りは、地域の主要なショッピングエリアとなり、日用品や電化製品だけではなく、近隣の映画スタジオの影響もあって高級な衣類やアクセサリーを扱う店も増加した。1921年にシュワブズ、1922年にマレン＆ブルーエット、1923年にI・マグニン、1925年にマイヤー・シーゲル、1926～1928年にF・W・グランドとニューベリーズ（ダイムストア）、1929年にルース・ブラザーズなどのチェーン店がオープンした。1923年には、46,000平方フィート (4,300 m2)4階建ての独立系のロバートソンズ百貨店が開店した。1922年、ハリウッドとヴァインの角に、元々はボードウェイ・ブラザーズが経営する予定だったもっと大きなデパートを建設する資金を調達するため、株式を売却した。翌年、ボードウェイが倒産すると、1928年3月にロサンゼルスのダウンタウンを拠点にする百貨店、B.H.ダイアスが130,000-平方フート (12,000 m2)のビルにオープンし、1931年にザ・ブロードウェイに賃貸権を売却した。このビルは現在もランドマークとして知られ、ブロードウェイ・ハリウッドビルと呼ばれている。1930年までには、この商店街は300以上の店舗で構成されていた。1929年にオープンしたウィルシャー・ブールバードの最東端、ブロックス・ウィルシャー周辺、ミラクル・マイル、そして1938年にサックス・フィフス・アベニューが出店したビバリーヒルズのショッピングエリアと、このエリアは後に競合することになる。

### 1940年代から1960年代
1946年、ジーン・オートリーは、毎年の感謝祭の日曜日にハリウッド・ブルバードを通過するハリウッド・クリスマス・パレードで馬に乗っているとき、パレードの見物客が「サンタクロースがやってくる！サンタクロースがやってくる！」と叫んでいるのを聞き、オークリー・ホールドマンと共に「サンタクロースがやってくる」を作曲するインスピレーションを得た。
1958年、ラ・ブレア・アベニューから東のガウワー・ストリートまで（さらに3ブロック先のヴァイン・ストリートまで）、エンターテインメント産業で活躍するアーティストに敬意を表して、ハリウッド・ウォーク・オブ・フェームが作られた。

### 衰退
1970年代には、写真家アヴェ・ピルダスの写真に見られるように、この通りは非常に陰気で、多くの奇妙な人物が出没するようになった。

### 再活性化
1985年、ハリウッドのハリウッド・ブールバードの一部が「ハリウッド・ブールバード商業娯楽地区」の一部として米国国家歴史登録財に登録された。1992年、ヴァイン・ストリートとラ・ブレア・ブールバードの間がキラキラしたアスファルトで舗装された。
エル・キャピタンは1991年に改装されたが、その後1994年のノースリッジ地震で被害を受けた。1997年12月、エル・キャピタンの全館が修復され、アップグレードされた。ブールバードのラ・ブレアからマッカデンまでの地域を対象に、独立採算制のビジネス改善地区「ハリウッド・エンターテインメント・ディストリクト」が形成さた。
1999年6月、ロサンゼルスのダウンタウンからサンフェルナンド・バレーまでのメトロ・レイルBライン（レッドライン）のハリウッド線が開通した。ハリウッド・ブールバードの駅は、ウェスタン・アベニュー、ヴァイン・ストリート、ハイランド・アベニューにある。また、メトロ・ローカル線の180号線と217号線もハリウッド・ブールバードに乗り入れている。ハリウッド・ブールバードとウェスト・ハリウッド、セントラルLA、ロサンゼルス空港を結ぶライトレールKラインの延長駅がハリウッド・ブールバードとハイランド・アベニューの交差点に計画されている。
クルージング防止条例により、大通りの一部を4時間に2回以上走行することは禁止されている。
1995年、当時のロサンゼルス市議会議員ジャッキー・ゴールドバーグは、ハリウッド・ブールバードを浄化し、数十年来の評判の悪さを払拭するための取り組みを開始した。2001年には、ハリウッド・アンド・ハイランド・センターと隣接するドルビー・シアター（当初はコダック・シアターとして知られていた）が建設され、この取り組みの中心となった。
2005年夏、市は将来の観光客のために、ハリウッド大通りの改修計画を立てた。赤い星がついたオリジナルの街灯を双頭の昔ながらの街灯に交換し、ヤシの木を新たに植え、新しい信号を設置するという3部構成の計画だった。改修は2005年末に完了した。
2007年までの数年間で、近隣のプロジェクトに20億ドル以上が費やされ、小売店やアパートの複合施設、新しい学校や博物館などが建設された。
ヴォーグ・シアター
2021年、ハリウッド大通り、ラス・パルマスにあるヴォーグ・シアターは、ヴォーグ多文化博物館として再オープンした。
ハリウッド・アンド・ハイランド・センターの改修工事は2020年に開始された。改装された複合施設は、2022年に「オヴェーション・ハリウッド」と改名された。
2022年、ブールバードでLAプライドのパレードを復活させるために、市は100本以上の樹木に多色ーの照明を設置し、特別なイベントのためのイルミネーションを行った。

#### ハート・オブ・ハリウッド・マスタープラン
観光を含む歩行者の増加、毎週の映画公開やドルビーシアターでのアカデミー賞授賞式の10日間を含む賞レースの閉鎖を理由でハリウッド・ブールバードを通行止めにし、ラ・ブレア・アベニューからハイランド・アベニューまでを歩行者天国とする構想が提唱されている。サード・ストリート・プロムナードやラスベガスのフレモント・ストリート、サンフランシスコのマーケット・ストリート、2015年に作られたタイムズスクエアのペデストリアン・プラザの通行止めなどの米国内の他の都市と同様である。
2019年6月、ロサンゼルス市は、ウォーク・オブ・フェームの改善と「街並みコンセプトの更新」を目的とした400万ドルの改装のマスタープランをゲンスラー建築事務所に依頼した。ロサンゼルス市議会議員のミッチ・オファレルは、2020年1月にゲンスラーとStudio-MLAが設計したマスタープランの草案を発表した。その内容は、歩道の拡幅、自転車レーンの追加、新しい景観、歩道での食事、大通りの東端のパンテージズ劇場（ガウワー・ストリート）と西端のエマーソン劇場（ラ・ブレア・アベニュー）の間の車道と駐車場を撤去し、自転車レーンや新しい景観、歩道のダイニングスペースを追加することを提案していた。第1期工事では、オレンジ・ドライブとガウワー・ストリートの間の駐車レーンを撤去し、ベンチやテーブル、椅子などのストリートファニシングを追加し、歩道を拡張することが承認されている。第2期は計画段階である。第2期は2024年に計画されており、ブールバードを2車線に縮小し、木陰のある景観を作り、アール・デコのデザインの路面舗装とキオスクで構成された5つの公共広場を設置する予定となっている。

## 主な交差点
| 備考                                                                     |                                            |
| ------------------------------------------------------------------------ | ------------------------------------------ |
| サンセット・プラザ・ドライブ                                             | 西端                                       |
| ローレル・キャニオン・ブールバード                                       |                                            |
| フェアファックス・アベニュー                                             |                                            |
| ラ・ブレア・アベニュー                                                   | ハリウッド・ウォーク・オブ・フェームの西端 |
| ハイランド・アベニュー                                                   |                                            |
| ウィルコックス・アベニュー                                               |                                            |
| カフエンガ・ブールバード                                                 |                                            |
| ヴァイン・ストリート                                                     | ハリウッド・アンド・ヴァイン交差点         |
| ガウアー・ストリート                                                     | ハリウッド・ウォーク・オブ・フェームの東端 |
| US 101（ハリウッド・フリーウェイ）                                       |                                            |
| ウェスタン・アベニュー                                                   |                                            |
| ノルマンディ・アベニュー                                                 |                                            |
| バーモント・アベニュー                                                   |                                            |
| サンセット・ブールバード/ヒルハースト・アベニュー/ヴァージル・アベニュー | 東端                                       |

## ギャラリー
ハリウッド・ブールバードの歴史的写真
- デイル・ストリート（あるいはオレンジ・ストリート？）の屋上から、1905年
- ハリウッド（当時はプロスペクト）とハイランド・アベニューの交差点、1907年
- ドライブ、1909年ごろ
- プロモーション映画 Hollywood Snapshots（1922年）のスクリーンショット、ガーデン・コート・アパートメンツ（英語版）でのハリウッド線（英語版）の路面電車

ハリウッド・ブールバードの現在の写真
- ハリウッド・アンド・ハイランド交差点方向の眺め、2006年
- 夜のハリウッド・ブールバード
- ハリウッド・ウォーク・オブ・フェイム
- ハリウッド・ブールバード
- タイ・タウンのハリウッド・ブールバード
- エル・キャピタン・シアター
- ハリウッド・ウォーク・オブ・フェイム
- ハリウッド・アンド・ハイランド・センター、2016年
- グローマンズ・チャイニーズ・シアター近辺

ハリウッド・ブールバードを題材にしたヴィンテージポストカード
- ポストカード
- ハリウッド・ブールバードのヴィンテージポストカード

## イベント
ブールバードで行われる人気のイベントは、通りをクリスマステーマに一変させることである。ショップやデパートが、店内や通り全体をクリスマスツリーやイルミネーションで飾りつけ、顧客を惹きつける。通りは、実質的に「サンタクロース・レーン」になる。ハリウッド・クリスマス・パレードのルートは、一部ハリウッド・ブールバードに沿っている。

## ランドマーク

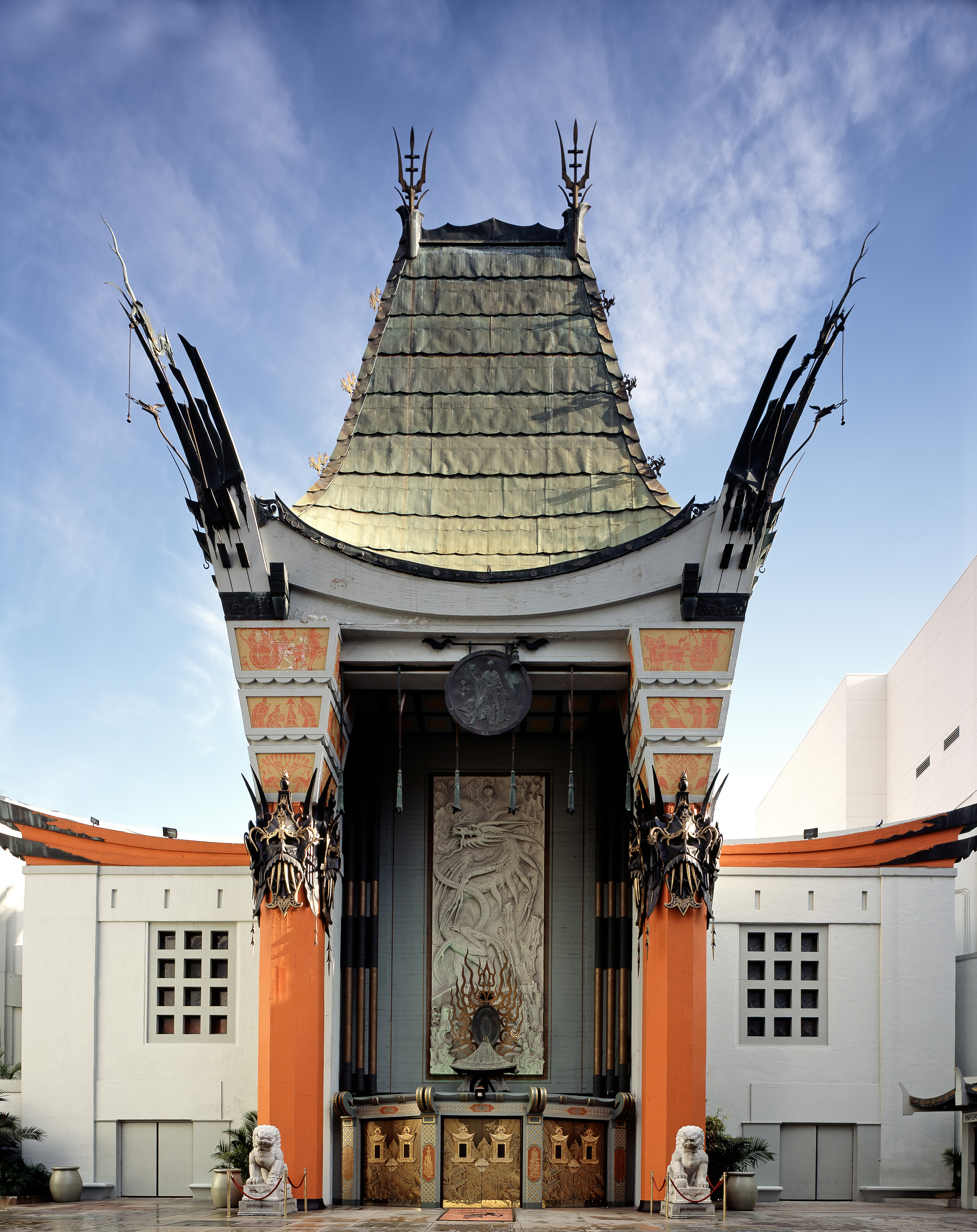
グローマンズ・チャイニーズ・シアター

- バーンズドール美術公園（英語版）
- ボブ・ホープ・スクエア（英語版）
- ブロードウェイ・ハリウッド・ビルディング（英語版）
- チャイニーズ・シアター
- ドルビー・シアター
- グローマンズ・エジプシャン・シアター
- エル・キャピタン・シアター
- フォンダ・シアター（英語版）
- フレデリックス・オブ・ハリウッド（英語版）
- ハリウッド・アンド・ハイランド（英語版）
- ハリウッド・パシフィック・シアター（英語版）
- ハリウッド・ルーズベルト・ホテル
- ハリウッド・ウォーク・オブ・フェイム
- ハリウッド蝋人形館（英語版）
- ハリウッド・フリーメイソン寺院（英語版）
- マダム・タッソー・ハリウッド（英語版）
- ムッソー&フランク・グリル（英語版）
- パンテージズ・シアター（英語版）
- リプリーズ・ビリーブ・イット・オア・ノット！博物館（英語版）